# Мічильяно
Мічильяно (італ. Micigliano) — муніципалітет в Італії, у регіоні Лаціо,  провінція Рієті.
Мічильяно розташоване на відстані близько 80 км на північний схід від Рима, 17 км на схід від Рієті.
Населення — 124 особи (2014).

## Демографія
Населення за роками:

Станом на 1 січня 2023 року в муніципалітеті офіційно проживало 5 іноземців з 3 країн, серед них 1 громадянин країн Євросоюзу.

## Сусідні муніципалітети
- Антродоко
- Борбона
- Борго-Веліно
- Канталіче
- Кастель-Сант'Анджело
- Читтадукале
- Леонесса
- Поста
- Рієті